# 经验值

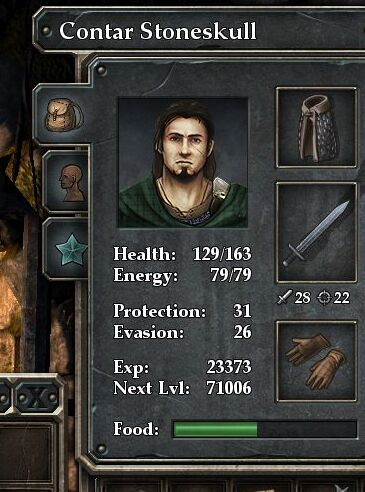
2012年芬兰第一人称角色扮演遊戲《魔岩山传说》人物背包截图，其中“Exp”是經驗值

經驗值（英語：Experience point）簡稱EXP、Ex、XP，是一個遊戲術語，是遊戲中一項計算遊戲玩家對遊戲熟悉程度的量化變量值，在角色扮演遊戲中甚為常見。
當玩家在遊戲中達成某些目標，包括但不限於擊殺敵方單位、完成任務或克服某些障礙時，便可以獲得經驗值。在許多角色扮演遊戲中，玩家角色起初非常弱，當獲得足夠的經驗點後，便能讓角色進展至下一個階段，包括提升角色的等級、提升角色的最大生命值、完全恢復角色至最佳狀態、讓角色掌握新技能、使角色得以進入更多區域、使用更好的道具等等。一般而言、等級較低時，提升等級所需的經驗值較少；等級越高時、所需的經驗值則越多。在一部份的遊戲中，當角色死亡或是執行了錯誤的決策時，會以失去經驗值做為懲罰。
另外、也有非基於遊戲角色的經驗值，例如基於武器或基於技能的經驗值，當玩家使用該武器或技能的次數達到一定的量後，會使武器或技能升級。用於武器的經驗值常被稱為熟練度，用於技能的經驗值常稱為技能經驗值或也稱為熟練度。